# جیمز مک‌نرنی
والتر جیمز مک‌نرنی جونیور (به انگلیسی: James McNerney) (زاده ۲۲ اوت ۱۹۴۹ در پراویدنس، رود آیلند) مدیر اجرایی و کارآفرین آمریکایی است، که اکنون به عنوان رییس هیئت مدیره و مدیر عامل شرکت بوئینگ فعالیت می‌نماید.
وی مدرک کارشناسی خود را از دانشگاه ییل و مدرک ام‌بی‌ای خود را در سال ۱۹۷۵ از دانشگاه هاروارد دریافت نموده‌است. مک‌نرنی تا پیش از پیوستن به بوئینگ، پیشینه مدیریت در سطح اول شرکت‌هایی مانند: جنرال الکتریک، آی‌بی‌ام، پروکتر اند گمبل و ۳ام را در کارنامه خود دارد.